# Pete Alonso
Pete Alonso (Tampa, Florida, 7 de diciembre de 1994) es un jugador profesional estadounidense de béisbol que se desempeña en la posición de primera base en New York Mets, equipo de las Grandes Ligas de Béisbol (MLB).

## Carrera
Fue seleccionado en la segunda ronda en el Draft de la MLB de 2016. En 2019 hizo su debut profesional con el equipo New York Mets, donde lleva jugando siete temporadas.